# World Harp Congress
World Harp Congress (WHC) ist der Name einer internationalen gemeinnützigen Organisation, die Harfenisten und ihre Verbände aus aller Welt zusammenbringt. Sie veranstaltet alle drei Jahre an wechselnden Orten das gleichnamige Harfen-Festival.

## Geschichte

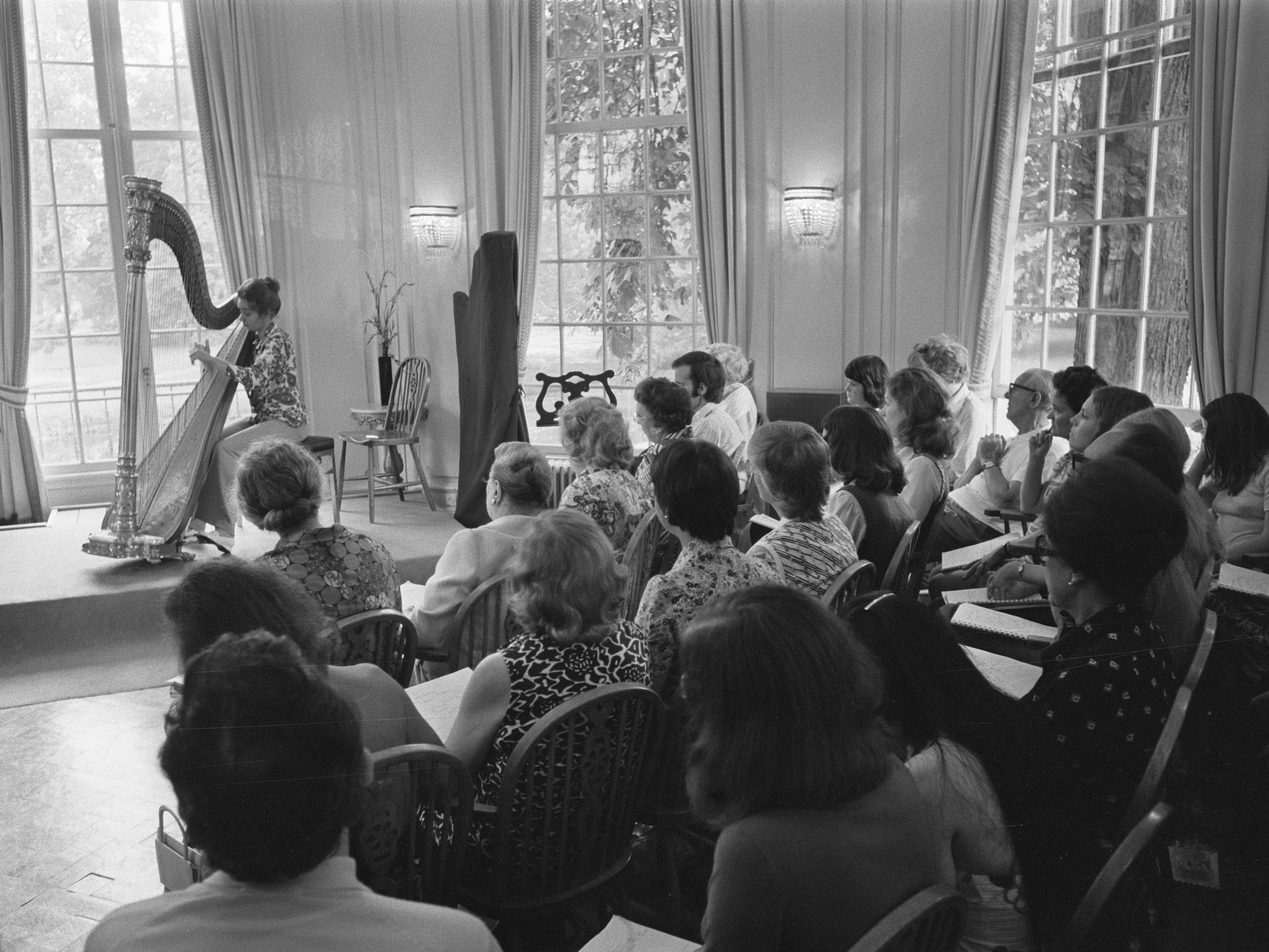
Eine Veranstaltung im Rahmen der Internationalen Harfenwoche 1974 in Breukelen, der Vorläuferin der heutigen World Harp Congress-Festivals

Die Gründung des World Harp Congress geht auf die Initiative der renommierten Harfenkünstlerinnen Phia Berghout und Maria Korchinska zurück. Sie wollten Harfenspielern aus aller Welt Gelegenheit zu geben, Kollegen zu treffen und sich miteinander auszutauschen. Ab 1960 organisierten die beiden Musikerinnen 20 Jahre lang jedes Jahr in den Niederlanden auf dem Landgut Queekhoven bei Breukelen die Internationalen Harfenwochen (niederländisch Internationale Harpweek). Bis Anfang der 1980er Jahre stieg die Anzahl der Teilnehmer auf jährlich fast 300 an. Als Ergebnis dieser Begegnungen entstand im Jahr 1981 die Organisation World Harp Congress, deren erste Vorsitzende Ann Stockton und deren erste künstlerische Leiterin Susann McDonald wurde. Mitglieder des WHC sind Einzelpersonen und nationale Harfenverbände in über 50 Ländern auf allen Kontinenten.

## Tätigkeit
Der World Harp Congress sieht seine Aufgaben darin, die Harfenkünstler auf bestmögliche Weise zu unterstützen, insbesondere durch die Entwicklung der Harfenausbildung, die Förderung neuer Harfenkompositionen, die Unterstützung vornehmlich junger Harfenisten durch den Phia Berghout Stiftungsfonds, die Organisation von Kongressen, die Herausgabe einer Zeitschrift und den Aufbau eines Archivs. Die Organisation wird von einem mehrköpfigen Vorstand geleitet, dessen Arbeit von mehreren Ausschüssen unterstützt wird.
Der WHC wird von einer Reihe großer Harfenhersteller wie Salvi Harps, Camac und Lyon & Healy und von anderen Organisationen gefördert.

### World Harp Congress (Festival)
Seit seiner Gründung veranstaltet der WHC alle drei Jahre ein mehrtägiges internationales Harfenfestival mit Konzerten, musikwissenschaftlichen Seminaren und Ausstellungen. Die ebenfalls World Harp Congress genannte Veranstaltung ist mit über 800 Teilnehmern aus 50 Ländern das weltweit größte Harfen-Festival. Bisherige Veranstaltungsorte des Festivals waren:
- 1981: Maastricht, Niederlande
- 1984: Jerusalem, Israel
- 1987: Wien, Österreich
- 1990: Paris-Sèvres, Frankreich
- 1993: Kopenhagen, Dänemark
- 1996: Seattle-Tacoma, USA
- 1999: Prag, Tschechische Republik
- 2002: Genf, Schweiz
- 2005: Dublin, Irland
- 2008: Amsterdam, Niederlande
- 2011: Vancouver, Kanada
- 2014: Sydney, Australien
- 2017: Hongkong, China

Als Veranstaltungsort des nächsten (14.) World Harp Congress im Jahr 2020 war Cardiff in Großbritannien vorgesehen. Die Veranstaltung wurde wegen der  COVID-19-Pandemie auf Juli 2022 verschoben.

### World Harp Congress Review
Das offizielle Vereinsorgan ist die Zeitschrift World Harp Congress Review (WHC Review), die erstmals im Jahr 1984 als Newsletter veröffentlicht und in neun Sprachen übersetzt wurde. Heute wird sie halbjährlich jeweils im Mai und November herausgegeben und in mehr als 50 Ländern verteilt. Ein Netz von offiziellen Korrespondenten trägt für den WHC Review weltweit Neuigkeiten aus der Welt der Harfe mit Nachrichten über Veranstaltungen, Harfenisten, zeitgenössische Komponisten und ihre Werke für Harfe, Fachinformationen und wissenschaftliche Artikel zusammen.
Bisherige Herausgeberinnen des WHC Review waren Linda Wood Rollo (1984–2002), Ann Yeung (2002–2014) und Isabel Moretón-Achsel (seit 2015).

### International Harp Archives
Die International Harp Archives (Internationales Harfenarchiv) des WHC enthalten eine umfassende Sammlung von Harfenmusik und Erinnerungsstücken, die mit dem Instrument Harfe und den Musikerinnen und Musikern zu tun haben, die ihr Leben der Erhaltung und Fortführung der Geschichte der Harfe und ihrer Zukunft gewidmet haben. Die Materialien reichen von Partituren, Manuskripten und Aufzeichnungen bis hin zu Fotografien, Korrespondenz, Konzertprogrammen und anderen Dokumenten. Derzeit verfügt das Internationale Harfenarchiv neben den Archiven über 11.000 Partituren und Tonaufnahmen.